# Piotr Pawlak (gitarzysta)
Piotr Pawlak (ur. 19 czerwca 1966 w Gdańsku) – polski gitarzysta i producent związany z trójmiejską sceną muzyczną.

## Życiorys
Uczęszczał do Ogólnokształcącej Szkoły Muzycznej im. Feliksa Nowowiejskiego I stopnia w Gdańsku. Karierę muzyczną rozpoczął w 1985. Pod koniec lat 80. zaczął grać w zespole Bielizna, następnie razem z Ryszardem Tymonem Tymańskim i Jackiem Olterem współtworzył zespół Kury. W 1995 nawiązał współpracę z Jerzym Mazzollem w formacji Arhythmic Memory. Od 1996 współpracuje z Mikołajem Trzaską w zespole Łoskot. Autor muzyki teatralnej i filmowej. Producent płyt wielu wykonawców, między innymi Ścianki, Kur, Łoskotu, Kobiet, Tymon & The Transistors, Pulsarusa i Made in Poland ,100nki.
W ostatnich latach współpracuje z Olem Walickim w ramach projektu Kaszebe, Antonim Gralakiem w YeShe oraz tworzył autorskie projekty – Gym Society oraz Rito.
W 2019 brał udział w trasie Męskie Granie 2019, współtworząc Męskie Granie Orkiestra.

## Dyskografia
Jako muzyk :
- Męskie Granie – Męskie Granie Orkiestra – 2019
- Męskie Granie – Obywatel G.C. 2.0 – 2017
- Łoskot – Official bootleg 2017
- Rito – Rito 2017
- Olo Walicki – Kaszebe II (2014)
- YeShe – YeShe Piastowska 1 (2012)
- Pure Phase Ensemble – Live at SpaceFest! (2012)
- Olo Walicki – Trauma Theater – Theater Der Liebe (2010)
- Tomek Sowinski & The Collective Improvisation Group – Synergy (2010)
- Olo Walicki – Kaszebe (2007)
- Jacek Olter (2006)
- Kury – 100 lat undergroundu (2001)
- Kury – Napijmy się oleju (2000)
- Kury – Na żywo w Pstrągu (1999)
- Kury – P.O.L.O.V.I.R.U.S. (1998)
- Kury – Kablox-Niesłyna Histaria (1995)
- Łoskot – Sun (2005)
- Łoskot – Śmierdzące kwiatuszki 2000
- Łoskot – Amariuch (1998)
- Mazzoll & Arhythmic Memory – Cynober Manifest (1997)
- Bielizna – Pani Jola (1996)
- Bielizna – Tag (1992)
- Bielizna – Wiara, nadzieja, miłość i inwigilacja (1990)

Jako autor muzyki filmowej i teatralnej
- Przemiany reż. Łukasz Barczyk 2003
- Men’s Dance-Tamashii rez. Wojciech Misiuro 2009
- Molehill reż. Joanna Zastróżna 2013
- Kamienica reż. Ewa Piotrowska 2013
- Tam, gdzie mieszka cisza reż. Anna Wieczur-Bluszcz 2015 – Grand Prix festiwalu Dwa Teatry w konkursie na słuchowisko dla dzieci i młodzieży 2016
- Śniący chłopiec reż. Maciej Gorczyński 2019

Jako producent lub współproducent
- Ścianka Statek kosmiczny Ścianka 1998
- Łoskot Amariuch 1998
- Kury P.O.L.O.V.I.R.U.S. 1998 – Fryderyk – Album roku – Muzyka alternatywna
- Czan Samsara 1999
- Kury Napijmy się oleju 1999
- Kury 100 lat undergroundu 2001
- Tymański Yass Ensemble Jitte 2004
- Łoskot Sun 2005
- Jacek Olter 2006
- Olo Walicki Kaszebe 2007
- Pulsarus Squared Rotoscope 2007
- 100nka Potrawy s trawy 2007
- Tymon & The Transistors Don't Panic We're From Poland 2007
- Kobiety Amnestia 2007
- Tymański Yass Ensemble Free Tibet 2008
- Pink Freud Alchemia 2009
- Pulsarus FAQ 2009
- Kciuk & The Fingers 2009
- Mananasoko Uwaga Kanibalizm 2009
- Kobiety 3City Big Beat 2009
- Tymon & The Transistors Bigos heart 2009 – Fryderyk – Album roku – Muzyka alternatywna
- Tomek Sowinski & The Collective Improvisation Group Synergy 2010
- Olo Walicki Trauma Theater – Theater Der Liebe 2010
- Pink Freud Monster of Jazz 2010
- Limboski Cafe Brumba 2010
- Olo Walicki Ewa film music 2011
- Yugopolis & T. Tymański 12 ptaków iWizja (ta sama) 2011
- Kobiety Mutanty 2011
- Kciuk & The Fingers Inekz Eikzjetnadt 2012
- The Shipyard We will sea 2012
- Max Klezmer Band Hush Hush 2012
- YeShe YeShe Piastowska 1 2012
- Free Culture Gdansk-Vilnius – Live concert 2012
- Romek Puchowski Free 2013
- The Shipyard Teleportacja/Święto strachów 2013
- Olo Walicki Kot / czy też kotka? 2014
- Pulsarus Bee itch 2014
- Olo Walicki Kaszebe II 2014
- Oczi Cziorne Aoeiux 2014
- The Shipyard Nightcall 2015
- The Shipyard Niebieska Linia 2016
- Łoskot Official bootleg 2017
- Rito Rito 2017
- Lin Rad 2018
- Made in Poland Kult 2018
- Paweł Nowicki 3City Ensemble Przypływy 2018
- Gdynia 1988 – 2018, 2019
- Ikenga Drummers – Movement for the future 2019
- Algorhythm – Termomix 2019
- Olo Walicki & Jacek Prosciński – LLovage 2019

## Nagrody i wyróżnienia
- Nagroda Specjalna Marszałka Województwa Pomorskiego w dziedzinie kultury, przyznana za wybitne zasługi w dziedzinie twórczości artystycznej oraz upowszechniania i ochrony kultury na rzecz mieszkańców województwa pomorskiego (2015)
- Nagroda Prezydenta Miasta Gdańska w Dziedzinie Kultury z okazji jubileuszu 30-lecia pracy artystycznej (2015)[3]
- Stypendysta Marszałka Województwa Pomorskiego, Prezydenta Miasta Gdańska oraz Ministra Kultury i Dziedzictwa Narodowego (2018)